# Michel del Castillo
Michel del Castillo   (Madrid, 2 d'agost de 1933 - Sens, 17 de desembre de 2024) va ser un escriptor francès.

## Biografia
Va néixer a Madrid el 1933 com fill d'un ric terratinent francès, Michel Janicot i d'una noble espanyola Cándida Isabel del Castillo simpatitzava amb el Front Popular i el moviment republicà. El 1935 son pare va abandonar la família i tornar a França. Tot i la seva militància republicana, Isabel del Castillo va ser empresonada pels republicans entre 1936-1937, per haver qüestionat la sort dels presoners polítics. Va ser locutora de la ràdio de la Confederació Nacional del Treball (CNT) i condemnada a mort pels franquistes.
Mare i fill van reeixir a fugir cap a França abans l'arribada de les tropes rebels de l'Exèrcit Nacional. A l'inici, el pare va ajudar-les financerament però en començar la Segona Guerra Mundial van denunciar-los i van ser internats al camp de Riucròs, prop de la ciutat de Mende. Després d'un intent de fugida, Michel va ser enviat al camp de Mauthausen-Gusen a Alemanya al qual va sobreviure.
Alliberat el 1945 per les tropes russes, la Creu Roja el va conduir fins a la frontera espanyola a San Sebastià, des d'on va intentar trobar els seus parents a Barcelona. Com a suposat orfe, fill de «roja» va ser internat a l'Asil Duran, un reformatori del qual va fugir el 1949. Va passar un temps a un col·legi de Jesuïtes a Úbeda on va aprendre llatí i grec i descobrir la lliteratura gràcies al pare Mariano Prados (que apareix com a Pardo a la seva novel·la Tanguy). Després va sobreviure amb feines malpagades a les fàbriques de ciment de Catalunya, va escriure diverses vegades a son pare, sense mai rebre qualsevol resposta. Va ensenyar francès a Osca, començar a Saragossa un estudi no acabat per causa de malaltia i tornar cap a França el 1953, però el seu pare va repudiar-lo. Per sort, va ser acollit pel seu oncle Stéphane del Castillo i la seva esposa, d'origen alemany, Rita. Des del 1955 va estudiar ciències polítiques i psicologia a La Sorbona. Va graduar-se el 1957 i al mateix any va sortir Tanguy, el seu debut literari, una obra força autobiogràfica. En comparar les seves experiències als camps de concentració alemanys amb l'Asil Duran a Barcelona, va condemnar severament l'hipocrisia ignominiosa dels germans de Sant Pere ad vincula:
| «                             | […Els alemanys] es mantenien fidels a un sistema matant presoners. Eren monstres fets d'una peça. Mentre que els germans combregaven cada matí. | » |
| — Michel del Castillo, Tanguy | |   |

Era membre honorari de la junta de l'equivalent francès de l'associació Dret a Morir Dignament. El 12 d'abril del 1997 va ser elegit membre de la Reial acadèmia de llengua i de literatura franceses de Bèlgica, com a successor de Georges Duby (1919-1996).

## Obres destacades
- Tanguy, història d'un nen d'avui, (1957, 1994 per a la traducció en català) amb pròleg de Manuel Vázquez Montalbán.[6]
- La nuit du décret (1981), Premi Renaudot de 1981
- Colette, une certaine France (1999), Premi Femina de 1999
- Le temps de Franco (2008), biografia de Francisco Franco